# Умбрія
Умбрія (італ. Umbria) — регіон Італії. Розташований у центрі країни.
Розподілена на провінції Перуджа (PG) та Терні (TR). Площа 8456 км², населення 910 285 осіб (2012). Столиця — Перуджа.
Найбільші річки: Тибр (405 км), Нера (116 км), Веліно (90 км).
Найвищі гори: Ветторе (2476 м), Поццоні (1904 м), Кощерно (1685 м).
Найбільше озеро — Тразімено.
Національний парк Монті Сібілліні. Регіональні природні парки: Кольф'йоріто, Монте Кукко, Монте Субаз'йо, річковий парк Тибру, Тразімено, річковий парк Нері.
Пам'ятки історії й культури: собор в Орв'єто, собор в Сполето, фонтан Маджоре, палац дей Пріорі (Перуджа), монастир Сан Франческо в Ассізі.
Типова страва — фаршировані артишоки алла Перуджіна.
Типові вина — Орв'єто, Торджано. Відомі вихідці — Моніка Беллуччі.